# 达金菲尔德·亨利·斯科特
达金菲尔德·亨利·斯科特（英語：Dukinfield Henry Scott，1854年11月28日—1934年1月29日）是一位英国植物学家，1904年当选皇家学会会士，在引用以该人命名的植物學名時，命名人的標準縮寫是D.H.Scott。。
1906年获英国皇家学会的皇家奖章，1921年获伦敦林奈学会林奈奖章，1926年获英国皇家学会达尔文奖章，1928年获伦敦地质学会沃拉斯顿奖章。